# Acanthoceras
Acanthoceras – rodzaj amonita z rodziny Acanthoceratidae.
Żył w okresie kredy (turon – cenoman). Jego skamieniałości znaleziono w Europie, Ameryce Północnej oraz w Australii.